# تاريخ البحرية الجزائرية
تاريخ البحرية الجزائرية تاريخ بحري كبير حافل، يرجع إلى عام 1518 حيث بدء بعد زيادة عمليات الغزو الإسباني لشواطئ والموانئ الجزائرية حيث كانت تحتل موانئ المرسى الكبير وهران وبجاية في عام 1518 حيث تم الاستعانة بالدولة العثمانية لطرد الغزات وقد أرسلت الأخوين عروج وخير الدين بربروسا الذين أخرجا الغزاة الاسبان من الموانئ الجزائرية وبعدها انضمت الجزائر للدولة العثمانية وتم البدء ببناء الأسطول البحري الجزائري حيث تم في البداية بناء 4 قطع بحرية أكبر وانضم الكثير من العثمانيين للاسطول ليشكل أسطولا كبيرا بسط سيطرته على غرب المتوسط لفترة دامت 3 قرون، يذكر أن الأخوين عروج وخير الدين هما مسلمين من أصل الباني.

## تاريخ

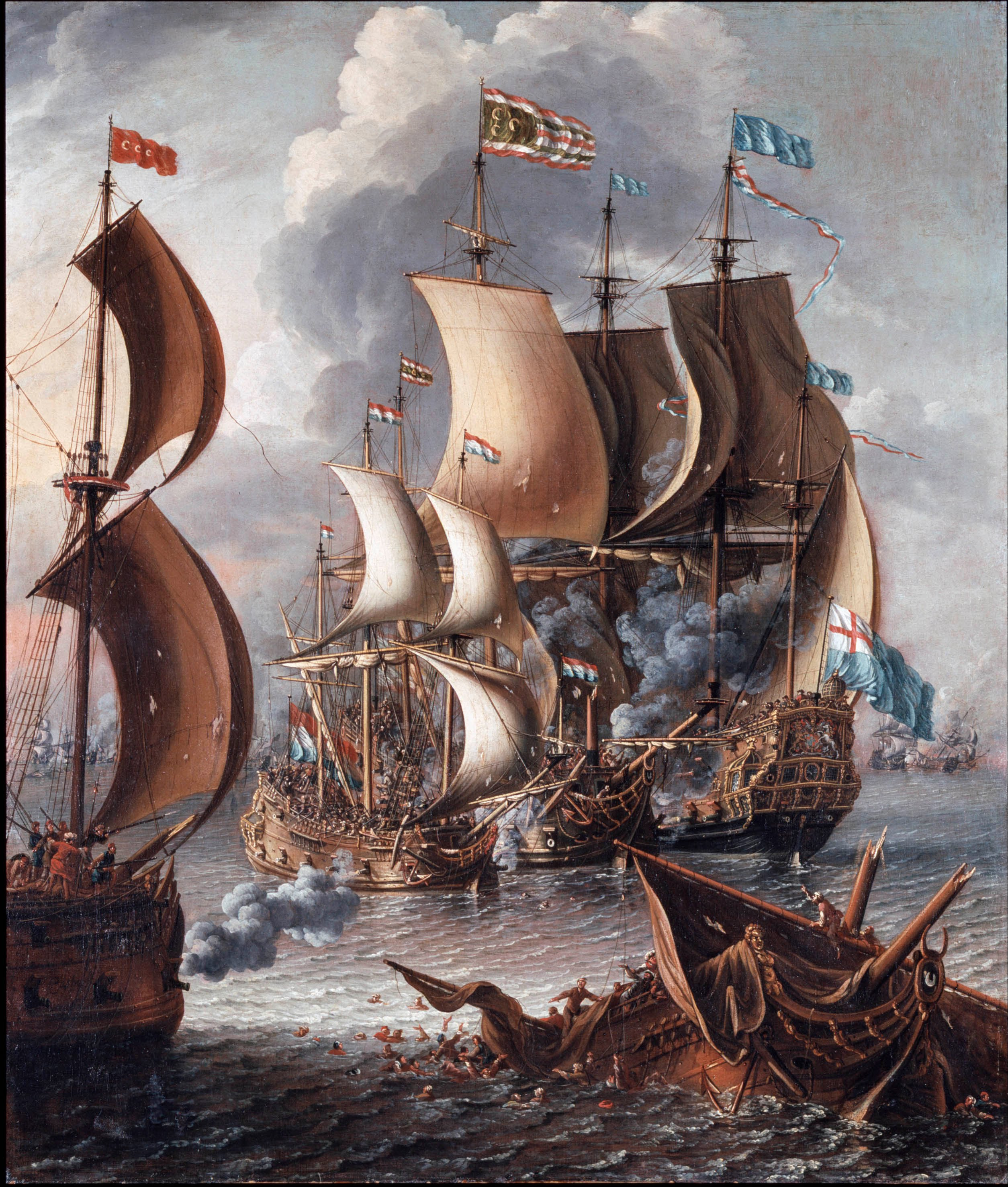
جانب من معركة بحرية بين الأسطول البربري الجزائري والأسطول الإنجليزي-الهولندي

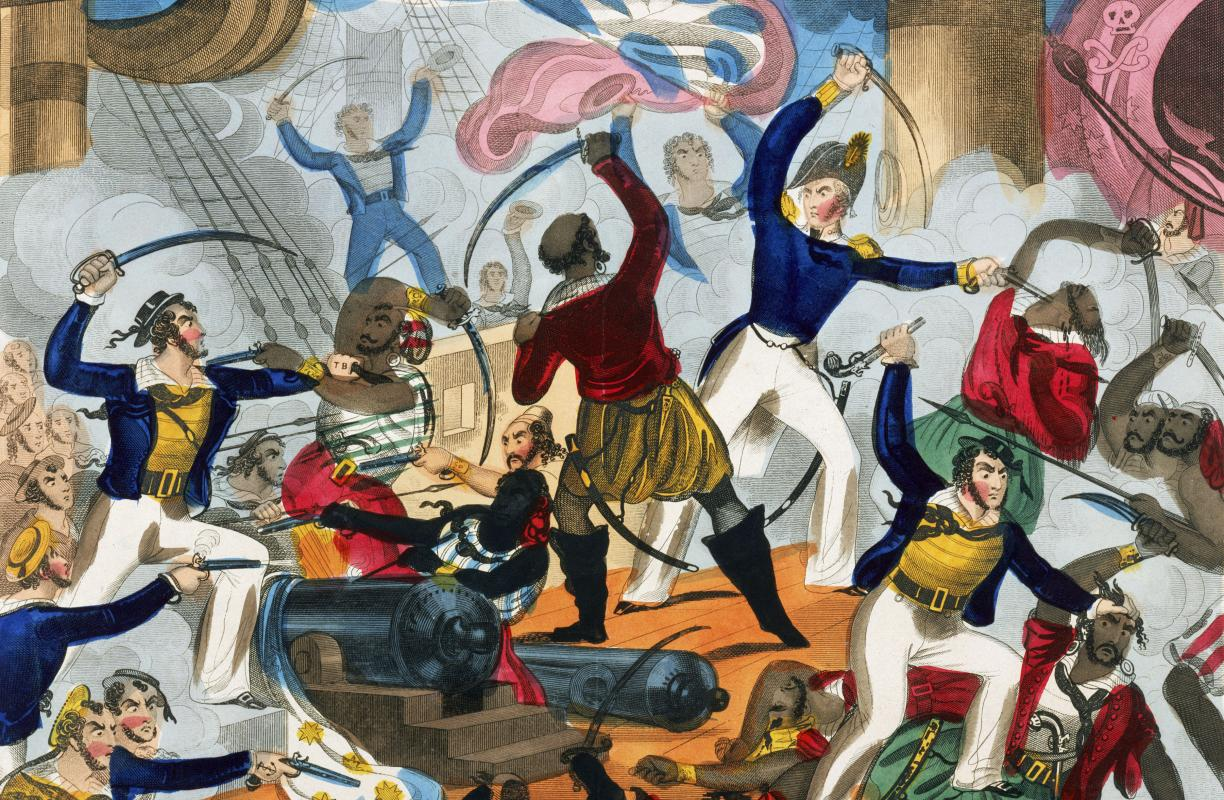
معركة بين الأسطول الإنجليزي ضد الأسطول الجزائري

كانت الجزائر خلال العهد العثماني من أقوى الدول في حوض البحر الأبيض المتوسط، كما كانت تحتل مكانة خاصة في دولة الخلافة هذه إذ كانت تتمتع باستقلال كامل مكنها من ربط علاقات سياسية وتجارية مع أغلب دول العالم، بل وهي أول دولة اعترفت بحكومة الثورة الفرنسية عام 1789 م وبالثورة الأمريكية[ ؟ ] بعد أستقلالها عن التاج البريطاني عام 1776م، كان الاسم الحقيقي للدولة الـجـزائـريـة هو «إيالة الجــزائر» وأحيانا اسم «جمهورية الجزائر» أو «مملكة الجزائر»، وأبرمت عشرات المعاهدات مع دول العالم، كما بلغ أسطولها البحري قوة عظيمة بحيث أستطاع خلال القرن الثامن عشر إحداث نظام للملاحة في المتوسط يضمن أمن الدولة الجزائرية خاصة والدولة العثمانية عامة وبصورة أعم بالنسبة للتجارة الدولية في هذا البحر، وهو ما جعل الدول الأوربية تعمل على إنهاء هذا النظام تحت غطاء إنهاء ما كان أسموه «بالقرصنة» بينما هو في حقيقة الأمر «جهاد بحري» التي كانت تمارسها جموع المغامرين الأوربيين بموافقة دولهم ومؤازرتها لهم، في حين أن ذلك كان أسلوبا دفاعيا لمواجهة المد الاستعماري الذي انطلق منذ القرن الخامس عشر والذي دخلت الجزائر بمحض اختيارها من أجله ضمـــن «الخلافة العثمانية» وتحت حمايتها.
لقد بادرت فرنسا في «مؤتمر فيينا» (1814/ 1815)م بطرح موضوع «أيالة الجزائر» فاتفق المؤتمرون على تحطيم هذه الدولة في مؤتمر «إكس لا شابيل» عام 1819 م حيث وافقت 30 دولة أوربية على فكرة القضاء على «دولة الجزائر»
وأسندت المهمة إلى فرنسا وانكلترا، وتوفرت الظروف المناسبة للغزو عندما تمكنت بحرية البلدين من تدمير الأسطول الجزائري في معركة نافارين (Navarin) سنة 1827م، حيث كان في نجدة الأسطول العثماني وبذلك انتهت السيطرة الجزائرية على البحر الأبيض المتوسط.
لقد كانت حادثة المروحة الذريعة التي بررت بها فرنسا عملية غزو الجزائر، بعد ضرب الداي حسين قنصل فرنسا بالمروحة نتيجة لاشتداد الخصام بينهما نظرا لعدم التزام فرنسا بدفع ديونها للخزينة الجزائرية التي قدمت لها على شكل قروض مالية ومواد غذائية بصفة خاصة خلال المجاعة التي أجتاحت فرنسا بعد ثورة 1789م، والتي قدرت بـ 20 مليون فرنك ذهبي في ذلك الوقت، فقرر الملك الفرنسي شارل العاشر إرسال أسطولا بحريا مبررا عملية الغزو بالثأر لشرف فرنسا والانتقام من الداي حسين، يحاول الملك شارل العاشر الرفع من شعبيته من خلال غزو الجزائر ولكن ذلك لم يمنع قيام ثورة شعبية أطاحت بحكمه إن الدوافع الحقيقية للاحتلال كانت غير ذلك، فبالإضافة إلى الصراع الديني القديم بين المسيحية والإسلام كان يسعى الاحتلال إلى الرفع من شعبية الملك شارل العاشر المنحطة والسطو على خيرات الجزائر والتهرب من دفع الديون، وكان القرار النهائي بشن الحملة قد اتخذ يوم 30 يناير 1830 م، حيث قام الملك الفرنسي بتعيين كل من الكونت دي بورمون قائدا عاما للحملة والأميرال دوبري (Duperré) قائدا للأسطول، وفي مايو 1830م حررت الحكومة الفرنسية وثيقـتين لتبرير حملتها، الوثيقة الأولى موجهة للدول الأوربية، والثانية للشعب الجزائري، تعلن فيها أن حملتها تستهدف تأديب العثمانيين وتحرير الجزائريين من سيطرتهم، وفي 25 مايو 1830 م إنطلقت الحملة الفرنسية تجاه الشواطئ الجزائرية من ميناء تولون (Toulon)، وقد وضعت خطة الحملة وفق ما رسمه المهندس العسكري الخبير بوتان (Boutin) الذي جاء إلى الجزائر سنة 1808 م للتجسس عليها بطلب من الإمبراطور نابليون بونابرت، كان تعداد الحملة حوالي 37.000 رجل موزعين على 3 فرق وعلى رأس كل واحدة منها جنرالا، تحملهم 675 سفينة عليها 112 مدفعا ووصلت الحملة إلى شاطئ سيدي فرج يوم 13 يونيو 1830م وشرعت في عملية الإنزال مباشرة في اليوم الموالي.

## تعريف الاسطول البحري
الاسطول البحري، هو كلمة تطلق على نظام متكامل يتكون من مجموعة من السفن الحربية والسفن المساعدة والقواعد البرية المحاذية ويسهر على تسيير هدا العتاد مجموعة من الأفراد تحت حكم طاقم مؤهل وذو خبرة، وتمتلك كل الدول المطلة على البحار أسطول بحري لكن قوة وحجم هده الأساطيل تختلف من دولة إلى أخرى.

## دور الأسطول البحري
للأسطول البحري دور هام فهو يحرس المياه الاقليمية خلال السِلم إذ لا يسمح للسفن الأجنبية دخول مياه الدولة الإقليمية دون تصريح كما أنه يساهم في بعض الأحيان في إغاثة السفن الغارقة وإنقاذ الأشخاص من الهلاك غرقا أما خلال أيام الحروب فإن الأسطول يستخدم لحماية المناطق الساحلية من الغزو كما يقوم بشٌن هجومات على سواحل الدول العدوة وذلك من أجل فتح طريق آمن لسفنها والمحافظة على تجارتها.

## تاريخ الاسطول الجزائري

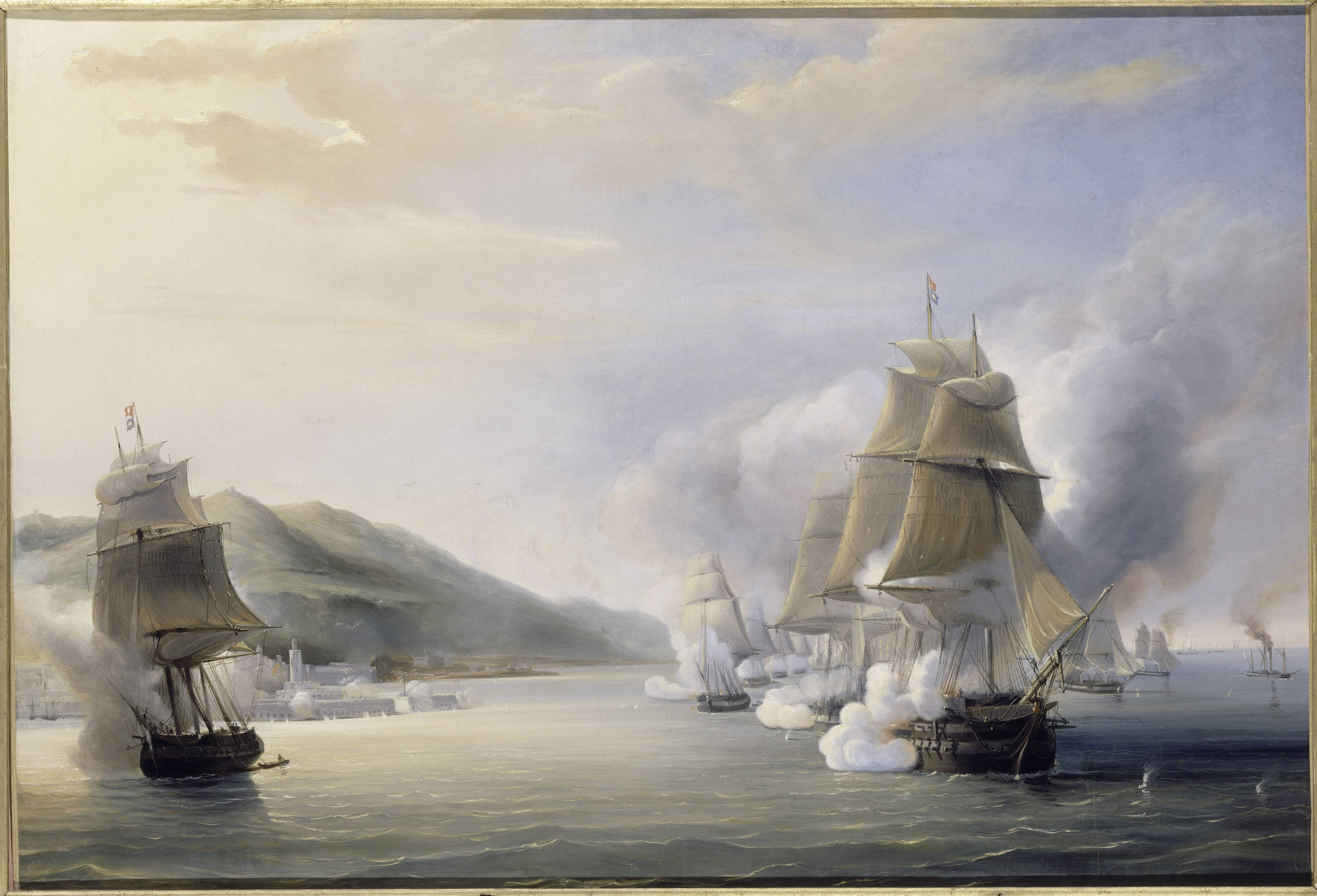
هجوم فرنسي على مدينة الجزائر العاصمة

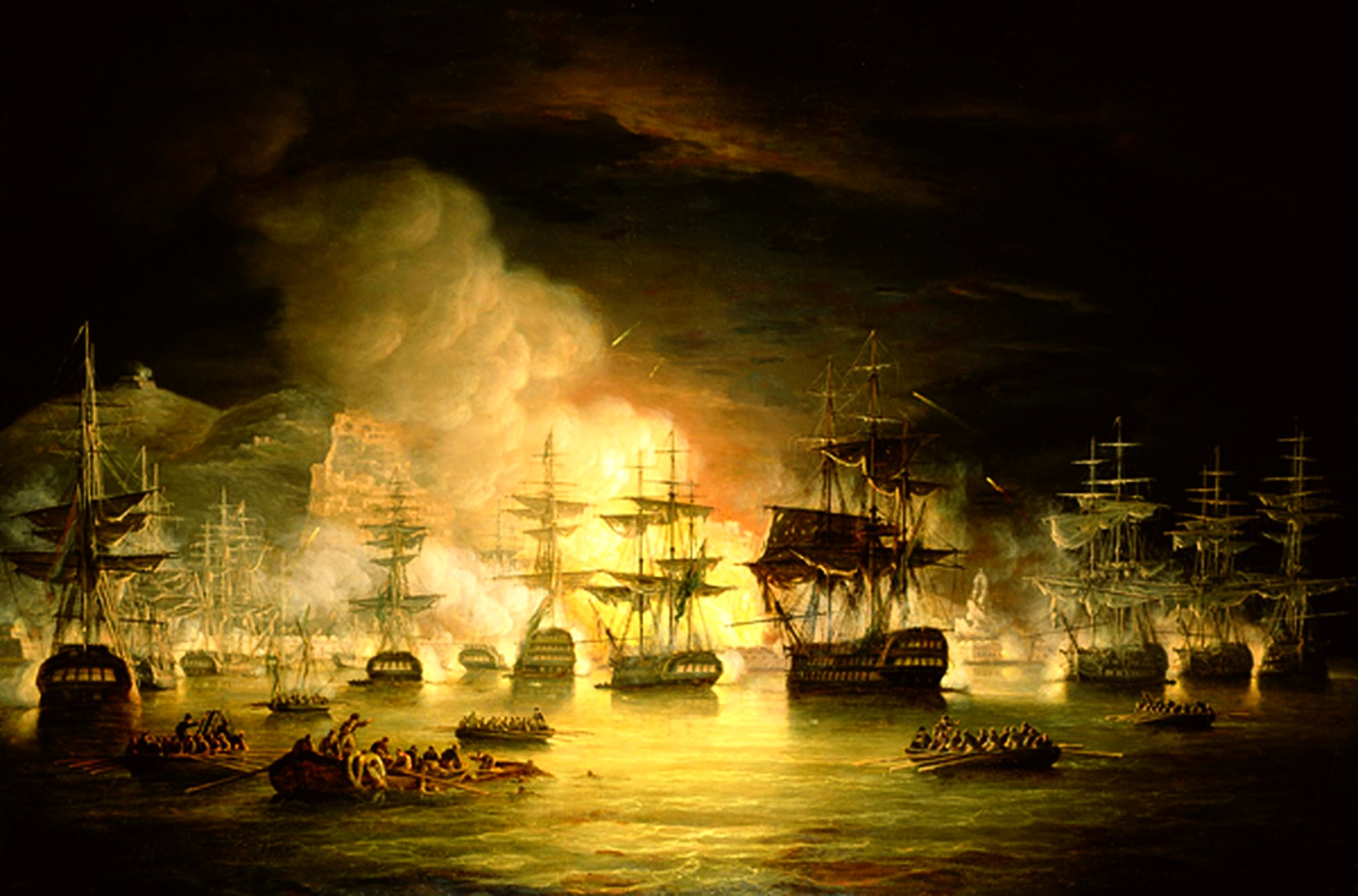
هجوم إنجليزي-هولندي على مدينة الجزائر (1618)

تاريخ الاسطول الجزائري حافلٌ ومشرّفٌ منذ بدء تكوينه سنة 1518م. فبعد تكرر الهجمات الإسبانية على سواحل الجزائر استغاث الجزائريون بالأخوين بربروس عروج وخير الدين -بعدما ذاع صيتهما في معاركهما ضد الإسبان والطليان غربي المتوسط انطلاقاً من قاعدتهما في تونس- فدخلا الجزائر ونظما الجهاد ضد المعتدين الإسبان. ارتأى الأخوان -لضعف إمكانياتهما- وجوب الاستعانة بالدولة العثمانية لأنها أكبر دولةٍ مسلمةٍ ذلك الوقت فضلاً عن إمكانياتها العظيمة، ومن ثم شُرع ببناء الأسطول الجزائري الذي لم يضم في بدايته سوى أربع قطعٍ فقط، لكنه دُعم بقطعٍ آخر بعدئذٍ مما جعله يتطور بسرعةٍ ويغدو من أقوى أساطيل البحر الأبيض المتوسط ومكنه هذا من بسط سيطرته على غربي المتوسط لثلاثة قرون. ومما زاد في قوته وهيمنته دحره الهجوم المزدوج للإنجليز والهولنديين على السواحل الجزائرية سنة 1618. هذه الهيبة دفعت حكومة إيالة الجزائر لفرض ضريبةٍ على السفن المبحرة عبر المتوسط مقابل توفير الحماية لها وقد خضعت الدول الأجنبية كافةً لهذا القانون بما فيها فرنسا، وهولندا، وإسبانيا، وإنجلترا والولايات المتحدة وغيرها كثير، فكانت هيبة الأسطول في تلك الحقبة (1518-1827) الأساس في فرض هيبة الجزائر دولياً.

## دور الأسطول الجزائري قرصنة أو جهاد

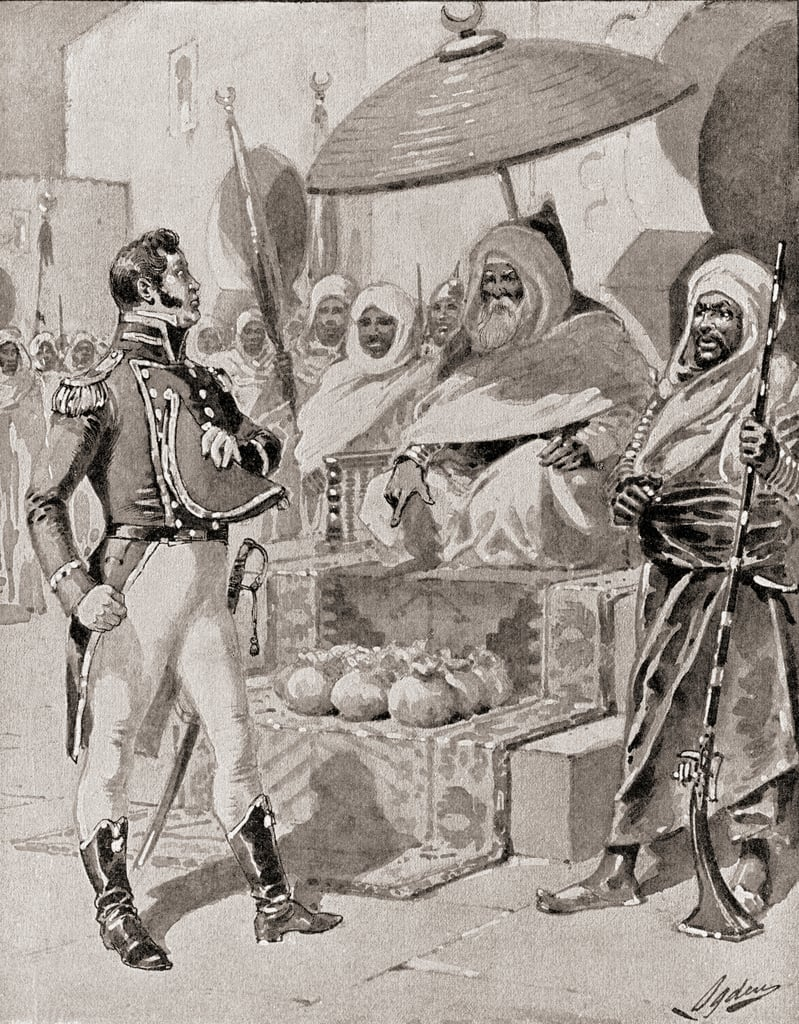
قنصل الولايات المتحدة الأمريكية يدفع الجزية لحاكم الجزائر

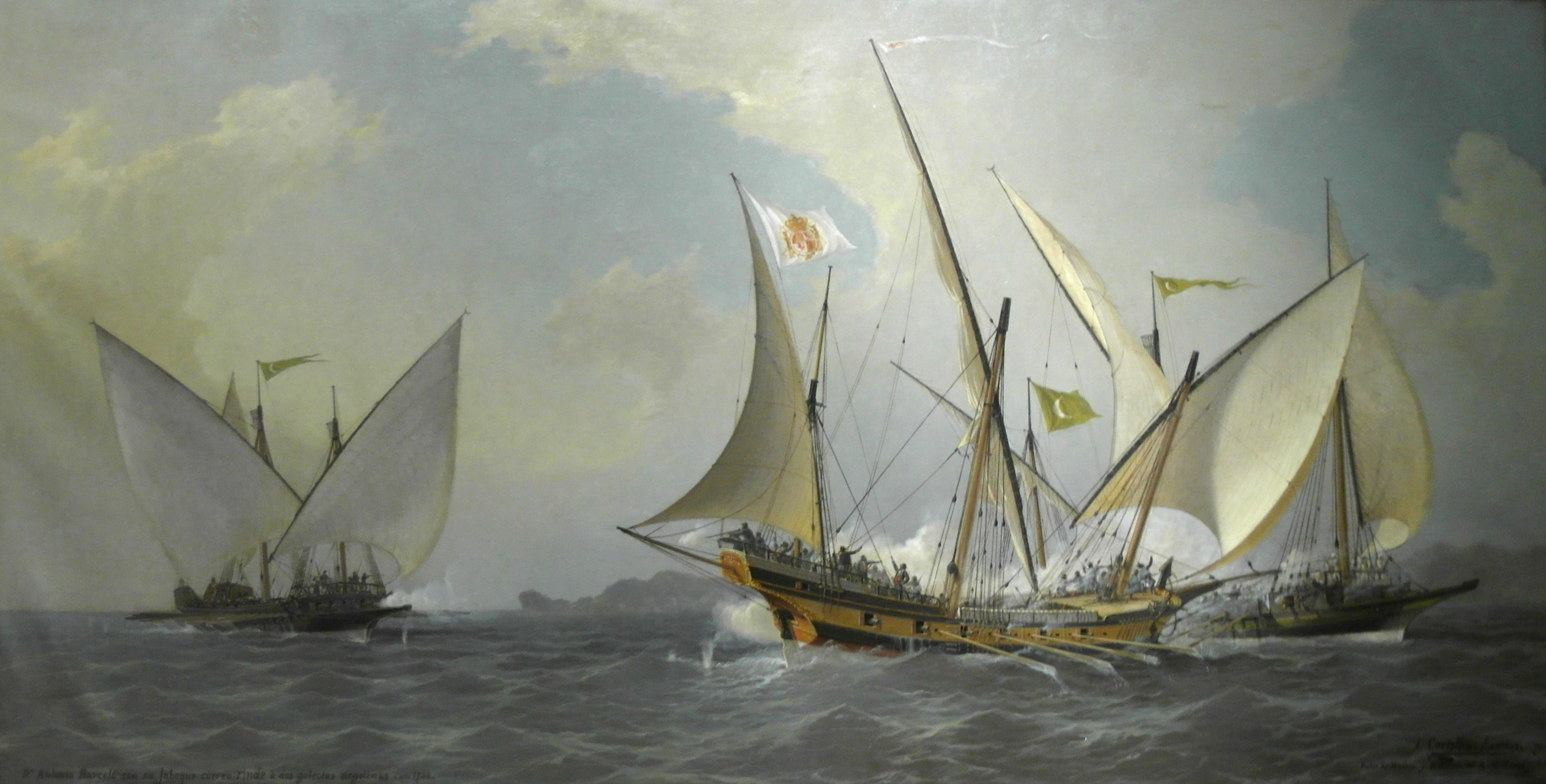
سفن الأسطول الجزائري تحاصر سفينة حربية أسبانية (1738)

ليس من الموضوعية في شيء أن نعتبر أعمال بحارة خير الدين بربروسا في البحر المتوسط وفي المحيط الأطلسي عمل لصوص، في حين أن أعمال القراصنة المسيحيين واستلائهم على السفن الإسلامية عملا بطوليا حضاريا، وليس من الصواب اعتبار أعمال خير الدين أعمالا همجية، ذلك أن كل القوى المتعادية تصبح لها كل المواقع العسكرية والمدنية أهدافا عسكرية مشروعة زمن الحرب وعلى حد سواء، وقنبلة الأمريكية[ ؟ ] لليابان بالقنبلتين الذريتين خير شاهد على هذا، فلماذا أعمالهم هم دوما أخلاقية وحضارية وأعمال غيرهم دوما بربرية وهمجية؟ إنهم هنا ينطلقون من الأحكام النمطية المسبقة عن الآخر الوثني والقذر من وجهة النظر المسيحية والهمجي والذي لن يأتي منه إلا ما هو قبيح وشرير وهذا انطلاقا من الموروث اليوناني الروماني، وهذا ما يتحكم في صياغة آرائهم حول البحارة الجزائريين خلال العهد العثماني.
كما أنه يجب علينا أن نبتعد عن نعت الحروب البحرية أو الجهاد البحري للجزائر خلال العهد العثماني بالقرصنة أو ب (course) وهذا للاختلاف الجوهري بين الظاهرتين وإنما الأولى تسمية كل ظاهرة وبأسمها الحقيقي فكما ترجم الغرب الخوارزميات إلى (algorithm) بحيث كتب اللفظ العربي بأحرف لاتينية فقط، وغير هذا من آلاف الكلمات التي اقتبسها من اللغة العربية ومن لغات العالم الأخرى فنفس المنطق يجب أن يتعامل به مع ظاهرة الجهاد البحري الجزائري خلال الحقبة العثمانية، وهذا المنطق معمول به في كل لغات العالم فكم من مصطلح دخل العربية بحيث عربت طريقة كتابته مع احتفاظه بأصله، كما هو الحال مع مصطلح فلسفة وجغرافيا مثلا، وهذا لكي نتجنب اللبس الذي يمكن أن يحدث في المفاهيم، مما يمكن أن تنجر عنه نتائج وخيمة، وهذا ما شهدناه بأم أعيننا فنتيجة اعتبار جهاد بحري الجزائر قرصنة فهو قد اكتسب مدلولا سلبيا في نظر الأوروبيين مما نتج عنه احتلال بغيض طال الجزائر لأكثر من قرن من الزمن.
إن البحارة الجزائريين لم يكونوا مطلقا بالمعتدين بل هم كانوا في حالة دفاع عن النفس، دفاعا مشروعا وخصوصا ضد فرسان القديس يوحنا وكل الدول الأوروبية متفرقة أو مجتمعة، ومداخيل الجهاد البحري كانت تصب في خزينة الدولة فأين هم القراصنة هنا وأين هم لصوص البحر، وكلنا يعرف بأن القراصنة ليست لديهم دولة ولا مؤسسات مالية تشرف على مداخيل الحروب البحرية، وإنما كانوا فقط يخبؤون مداخيلهم في مخابئهم بالجزر النائية ويصرفونها على حاجياتهم الشخصية المبتذلة، في حين نجد أن مداخيل البحرية الجزائرية كانت تصرف على تحصين الثغور وإعداد الحملات العسكرية لنجدة أهل الأندلس وعلى الأعمال الخيرية وعلى رأسها الأوقاف، وهذه كلها فروق لا تدع مجال للشك من أنه لا علاقة لأعمال الجزائر البحرية بما يسمي بالقرصنة وهذا نظرا للفروق الجوهرية بينهما وللتطابق الكلي لهذه الأعمال مع الحروب البحرية حسب قوانين تلك الحقبة من الزمن.

## بداية النهاية للأسطول الجزائري

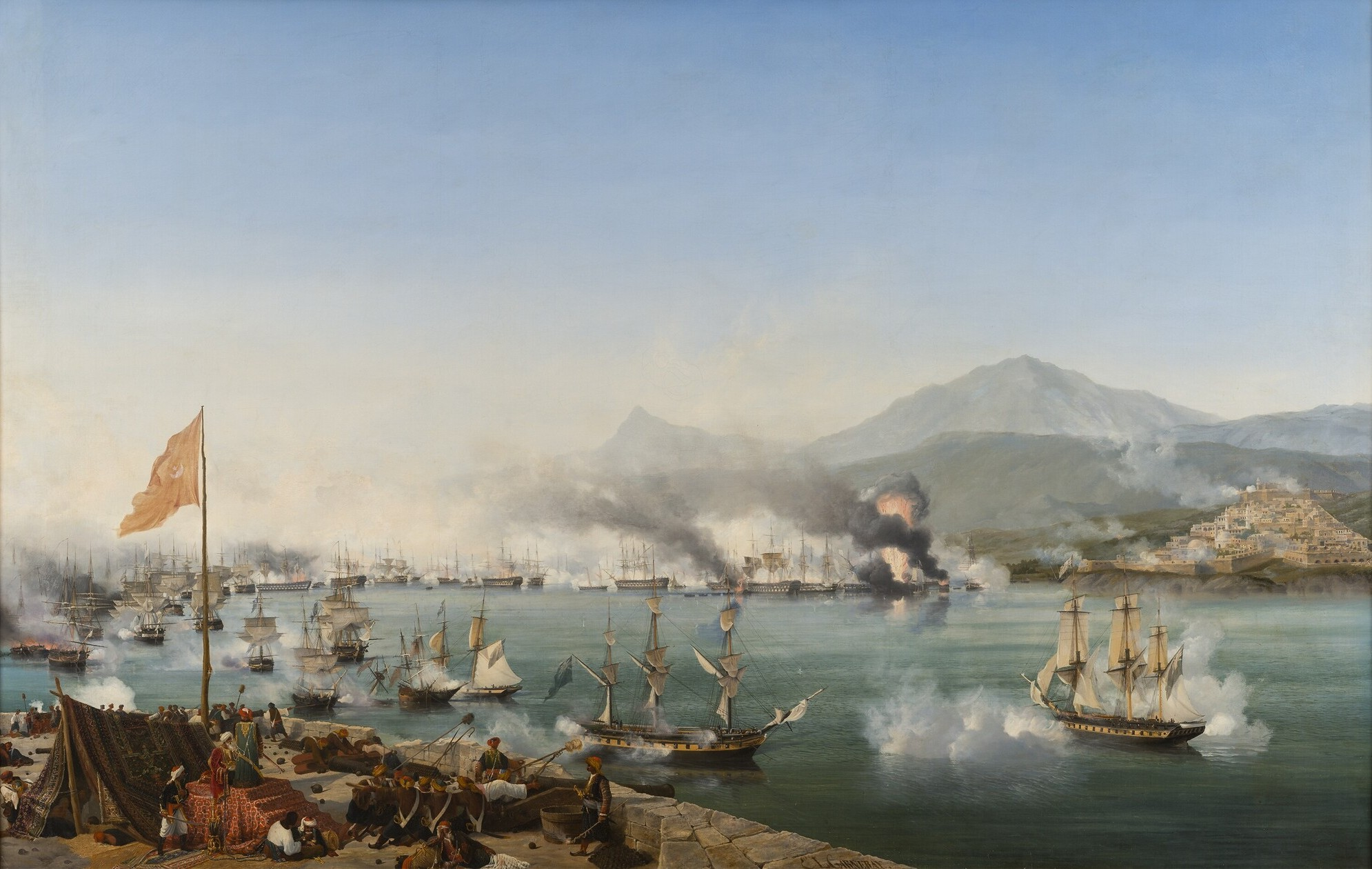
معركة نافرين

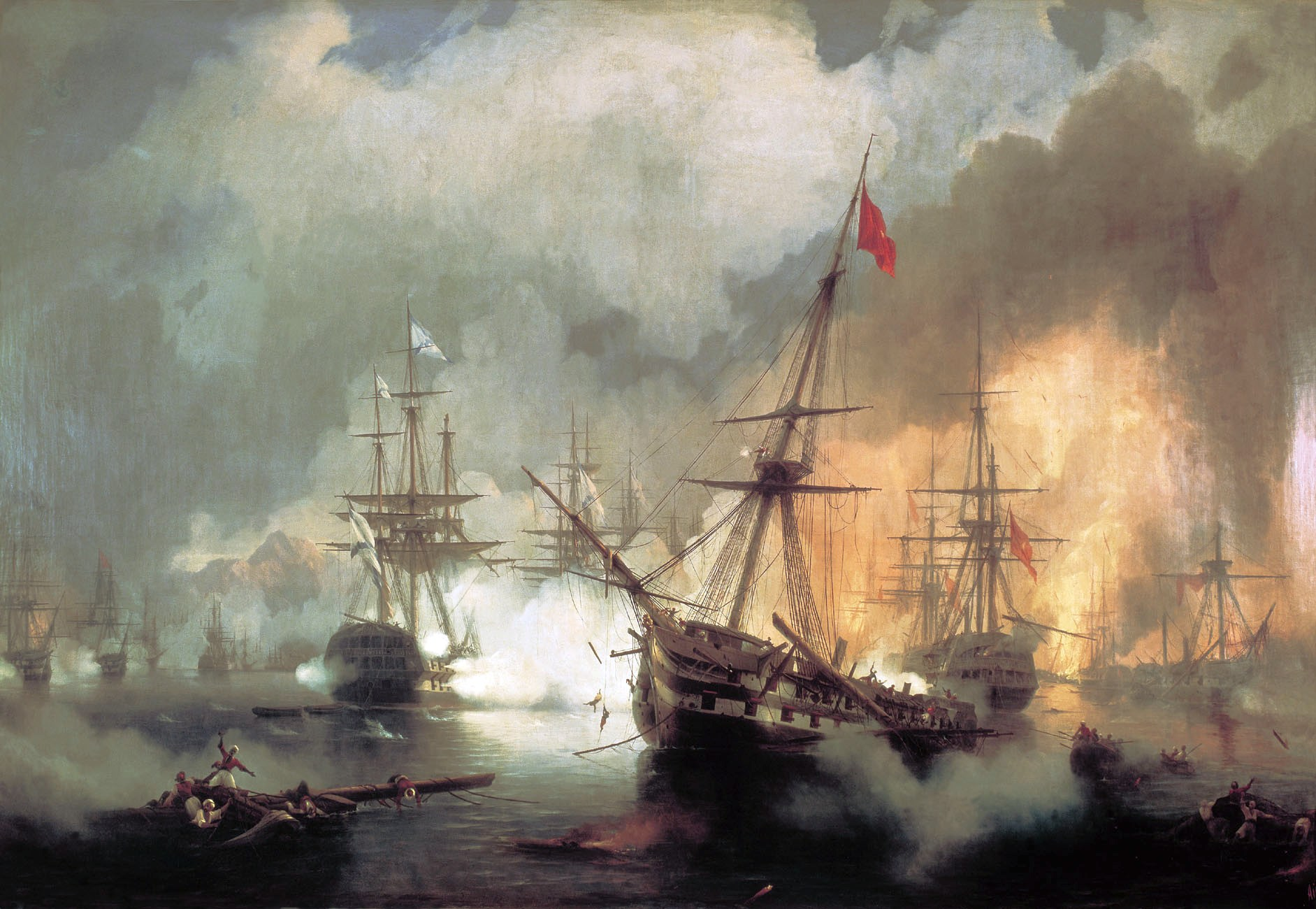
معركة نافرين

هذا الدور الفعال في مياه المتوسط جعل الدول الأوروبية تتأمر فيما بينها من أجل القضاء على الأسطول المرعب وبدء يخططون لذلك ولقد بدؤو في ذلك تحت غطاء القضاء على القرصنة في حوض المتوسط فاتحدت أساطيل الدول وراحت تشن الغارة تلوى الأخرى عن الاسطول الجزائري لكنه بقي صامدا وتصدى لجميع المحاولات ومهما ما جعل الدول الأوروبية تشعر بالخطر فأتفقوا جميعا خلال «مؤتمر شابيل» 1819 م على ضرورة القضاء على هدا الأسطول وقد صادقت على ذلك حوالي 30 دولة لتتوالى الهجمات على هذا الأسطول العظيم مما سبب له خسائر معتبرة أنقصت من قوته لتأتي معركة نافرين سنة 1827 م لتقضي على ما تبقى منه وينهار الأسطول الذي كان من أشرس وأقوى الأساطيل في حوض البحر الأبيض المتوسط.